# Konferencja Przywódców Chrześcijańskich Południa
Konferencja Przywódców Chrześcijańskich Południa (ang. Southern Christian Leadership Conference; SCLC) – amerykańska organizacja społeczna, walcząca o prawa obywatelskie Afroamerykanów i desegregację rasową. Jej założycielem był Martin Luther King.

## Historia
W wyniku sukcesu, jakim był zorganizowanie bojkot autobusów w Montgomery, w sierpniu 1957 roku Martin Luther King, Ralph Abernathy i kilku innych pastorów postanowili powołać nową organizację walczącą o równość praw na Południu. Spotkanie założycielskie przygotowali Ella Baker i Bayard Rustin; Baker później została pierwszym pracownikiem Konferencji. Liderzy NAACP twierdzili, że dwie organizacje walczące z rasizmem to nadmiar, jednak zamiarem Kinga, poza zwalczaniem segregacji, była chęć zwiększenia liczby czarnych wyborców na Południu. Konferencja skupiała się na prowadzeniu programów szkoleniowych w zakresie przywództwa, tworzeniu projektów edukacji obywatelskiej i organizowaniu transportu do rejestracji wyborczej. w 1963 roku zorganizowała marsz na Waszyngton, w kolejnych latach odegrała kluczową rolę w incydentach związanych z ewidencją wyborców w Albany, Birmingham i Selmie.
Po zabójstwie Kinga, Abernathy został nowym przewodniczącym i starał się kontynuować cele założyciela, promując doktrynę non violence. Jednak po śmierci lidera, nie organizowano już wielkich demonstracji, kosztem skupienia się na lokalnych kampaniach. W 1971 roku Jesse Jackson dokonał wyłamu i odszedł z Konferencji, co dodatkowo ją osłabiło. SCLC promowało także Afroamerykanów jako kandydatów do Kongresu, a także optowało za ustanowieniem dnia Martina Luthera Kinga.

## Przewodniczący
Lista dotychczasowych liderów SCLC:
1. Martin Luther King (1957–1968)
2. Ralph Abernathy (1968–1977)
3. Joseph Lowery (1977–1997)
4. Martin Luther King III (1997–2004)
5. Fred Shuttlesworth (2004)
6. Charles Steele (2004–2009)
7. Howard W. Creecy (2009–2011)
8. C.T. Vivian (2012)
9. Charles Steele (2012–)